# Mieczysław Zieleniewski
Mieczysław Zieleniewski (ur. 7 października 1890 w Krakowie, zm. 17 sierpnia 1970 tamże) – polski inżynier, przemysłowiec.

## Życiorys
Urodził się 7 października 1890 w Krakowie, w rodzinie Leona i Zofii z domu Stehlik (1858–1938). Miał czworo rodzeństwa: Janinę po mężu Szpor (ur. 1881), Ludwika (1883–1945), Zygmunta (1887–1915) i Marię po mężu Stawowczyk (1893–1986). Przed 1914 podjął studia przyrodnicze na Uniwersytecie Jagiellońskim.
W czasie I wojny światowej walczył w szeregach cesarskiej i królewskiej Armii. Jego oddziałem macierzystym był c. i k. Pułk Artylerii Polowej Nr 11. Na stopień nadporucznika został mianowany ze starszeństwem z 1 maja 1917 w korpusie oficerów artylerii polowej i górskiej.
Po odzyskaniu przez Polskę niepodległości został przyjęty do Wojska Polskiego. Został awansowany do stopnia kapitana rezerwy artylerii ze starszeństwem z dniem 1 czerwca 1919. W 1923, 1924 był oficerem rezerwowym 24 pułku artylerii polowej.
W okresie II Rzeczypospolitej kontynuował studia, w 1923 ukończył studia na Wydziale Mechanicznym Politechniki Lwowskiej. Praktykę zawodową odbywał w Hucie Zgoda i w Zakładach Amunicyjnych „Pocisk”. Od 1928 rozpoczął pracę w koncernie Zjednoczone Fabryki Maszyn i Wagonów L. Zieleniewski i Fitzner-Gamper S. A., najpierw jako główny mechanik w fabryce w Sanoku, a później jako dyrektor fabryki w Dąbrowie Górniczej. Obowiązki dyrektora pełnił do wybuchu II wojny światowej.
Po wojnie, do 1961 pracował w „Miastoprojekcie” w Krakowie.
Zmarł 17 sierpnia 1970, pochowany na cmentarzu Rakowickim w Krakowie (kwatera PAS 22-płd-zach).

## Ordery i odznaczenia
- Brązowy Medal Zasługi Wojskowej z mieczami na wstążce Krzyża Zasługi Wojskowej (Austro-Węgry)[9]
- Srebrny Medal Waleczności 2 klasy (Austro-Węgry)[9]